# Kwanza Hall
Kwanza Hall (Atlanta, 1º maggio 1971) è un politico statunitense, membro della Camera dei rappresentanti per lo stato della Georgia dal 2020 al 2021.

## Biografia
Nato ad Atlanta, studiò scienze politiche presso il Massachusetts Institute of Technology, ma non conseguì mai la laurea.
Hall lavorò per la contea di Fulton e fu vicepresidente della GoodWorks International, una società co-presieduta da Andrew Young.
Nel 2002 venne eletto all'interno del consiglio dell'istruzione di Atlanta, dove prestò servizio per i successivi tre anni. Fu poi eletto all'interno del consiglio comunale della città, come esponente del Partito Democratico.
Nel 2017 si candidò alla carica di sindaco di Atlanta, ma giunse solo settimo su dodici candidati.
Nel 2020, alla morte del deputato in carica John Lewis, il Partito Democratico scelse Nikema Williams come candidata ufficiale per succedergli nelle successive elezioni parlamentari; tuttavia, Nikema Williams decise di non candidarsi simultaneamente anche alle elezioni speciali indette per portare a termine il mandato di Lewis, della durata di appena un mese. Hall annunciò invece la propria candidatura per le elezioni speciali e riuscì a vincerle. Kwanza Hall divenne così deputato alla Camera dei rappresentanti per un mese, tra dicembre 2020 e gennaio 2021, quando si insediò Nikema Williams.
Nel 2022, Hall si candidò alla carica di vicegovernatore della Georgia. Giunse al primo posto nelle primarie democratiche, avanzando al ballottaggio contro Charlie Bailey; durante la campagna elettorale, Hall rifiutò di prendere parte ad un confronto pubblico con l'avversario, che svolse il comizio contro un leggio vuoto. Alla fine, Bailey sconfisse Hall con il 63% dei voti, divenendo il candidato ufficiale del partito. In tutta risposta, Kwanza Hall annunciò il proprio sostegno alla campagna del repubblicano Brian Kemp.
Nel 2024, venne eletto presidente di Develop Fulton, l'autorità per lo sviluppo della contea di Fulton di cui era membro dall'anno precedente.